# Decret de la propietat del clergat a disposició de la Nació
El Decret de la propietat del clergat a disposició de la Nació és un decret del 2 de novembre de 1789, aprovat durant la Revolució Francesa, per l'Assemblea Constituent francesa.
Aprovada per 568 vots contra 346, la proposta de Talleyrand, bisbe d'Autun, estipulava que les propietats del clergat de l'Església Catòlica serien posades a disposició de la Nació per a pagar els deutes de l'Estat. A canvi, l'Estat es faria càrrec de les despeses del culte, pagaria un salari als seus ministres (els sacerdots van rebre 1.200 lliures per any, mentre que la majoria van rebre un salari mínim al voltant de 750 lliures), s'encarregaria dels hospitals i de l'atenció dels pobres.
Aquesta decisió, que semblava senzilla i lògica, va ser l'origen de moltes dificultats que va trobar la França revolucionària.

## Conseqüències
Part de les propietats de l'església convertides en béns nacionals van ser venudes per a omplir les arques de l'Estat.
L'Estat va acabar el manteniment dels ministres de culte a partir del 1795, pel decret del 2 de sans-culottides de l'any II (18 de setembre de 1794) que va eliminar el pressupost de l'Església constitucional.